# Cryptosporidium parvum
Cryptosporidium parvum és un protozou paràsit d'humans i altres vertebrats. La malaltia que causa rep el nom de criptosporidiosi.
Cryptosporidium parvum és un patogen intestinal d'importància clínica i econòmica significativa, ja que afecta tant a humans com animals domèstics i silvestres, especialment als bovins i ovins. El seu cicle de vida té lloc en un sol hoste.
Té força rellevància a nivell epidemiològic perquè és molt persistent a causa de la seva capacitat de sobreviure encistat a l'exterior.
Produeix brots principalment de transmissió hídrica però també alimentària. Els vegetals que es consumeixen crus i han estat ruixats amb aigües contaminades, i els productes d'origen animal derivats de ramat infectat són una font potencial d'infecció. Els principals aliments associats a brots són derivats lactis, sidra de poma, productes carnis i amanides amb productes d'origen animal.
En persones immunocompromeses la criptosporidiosi pot esdevenir mortal.

## Història
Cryptosporidium parvum es va trobar el 1912 en l'intestí de ratolí en forma de oocists petits, però no va a ser fins a la dècada dels cinquanta que se'l va relacionar amb malalties que produïen diarrees en ocells de corral. El 1971 es va descobrir que també infectava a bestiar boví.
Anys després, el 1976 es va registrar el primer cas de criptosporidiosi en humans. Després, els anys 1982 i 1983 se'l va associar amb múltiples diarrees de pacients immunocompromesos, com aquells que tenien infecció per VIH. D'aquesta manera es va justificar per què aquests pacients no responien al tractament antidiarreic que se'ls subministrava. Es va començar a investigar més i van descobrir que aquesta malaltia també afectava a persones amb un sistema immunitari sa, malgrat que les persones més susceptibles eren els nens i les persones grans.

## Cicle vital

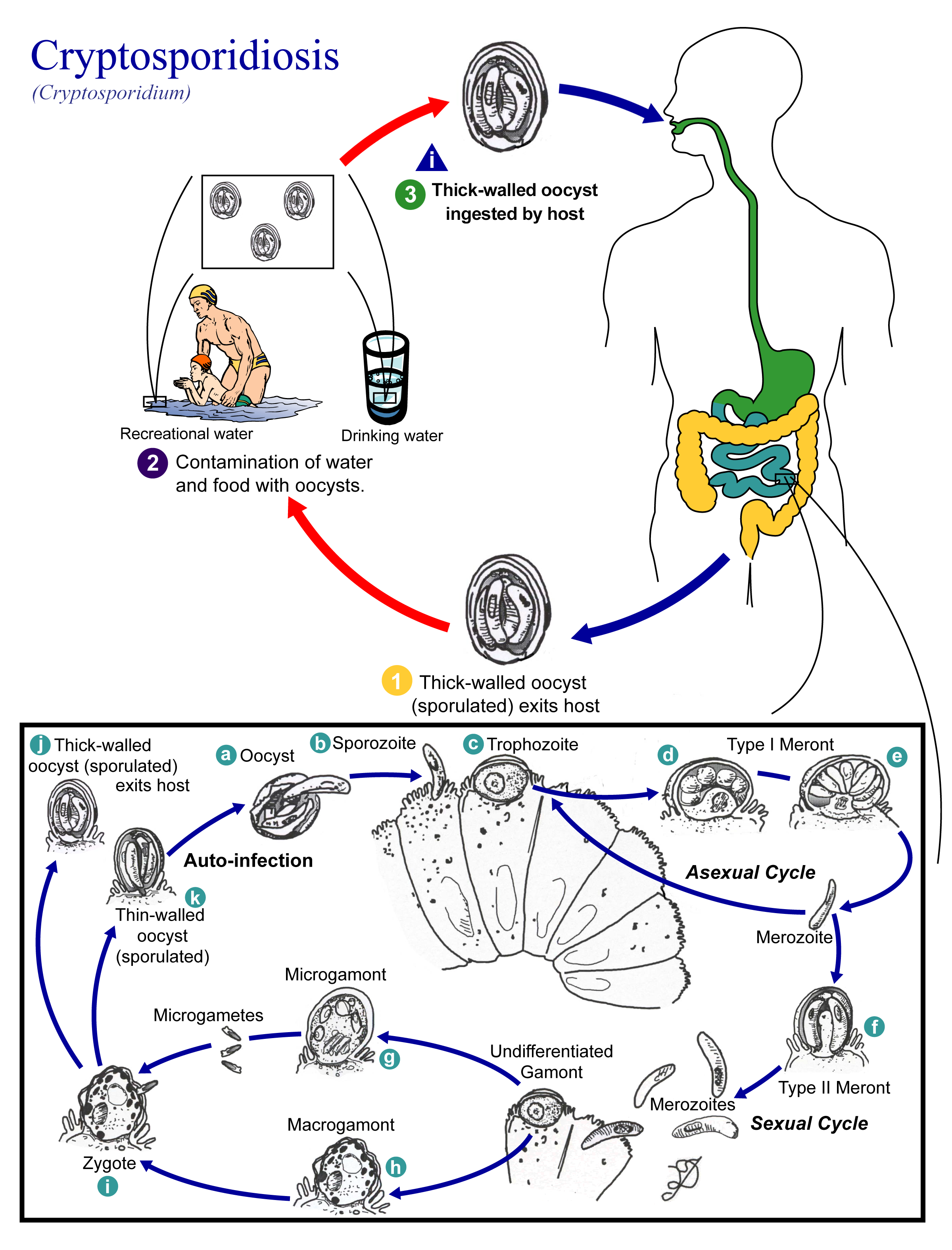
Diagrama del cicle de creixement i infecció de Cryptosporidium spp. amb la fase asexual i sexual a) Oocist, b) Esporozoït, c) Trofozoït, d) i e) Meront tipus I i Merozoït, f) Meront tipus II, g) Microgamont, h) Macrogamont, i) Zigot, j) Oòcits de paret gruixuda, k) Oocists de paret prima

Cryptosporidium parvum té un cicle vital del tipus monoxen intracel·lular obligat que consta de dues fases: una asexual de curta durada i una sexual de llarga durada.
El cicle comença quan els oocists esporulats alliberen els 4 esporozoïts que contenen.  Aquest esporozoïts s'adheriran a la membrana de l'epiteli i parasitaran les cèl·lules del tracte gastrointestinal (i també del tracte respiratori). Posteriorment, aconseguiran situar-se de manera intracitoplasmàtica o extracitoplasmàtica en un nínxol ecològic, que rep el nom de vacúol parasitòfor. Una vegada ja és dins de les cèl·lules es desenvolupa i evoluciona com a trofozoït (en aquesta fase, C. parvum inhibeix l'apoptosi cel·lular).
En aquestes cèl·lules intestinals amb microvellositats, el trofozoït de C. parvum experimenta una multiplicació asexual (anomenada esquizonia o merogonia) per a donar lloc a meronts de tipus I. Els meronts es desenvolupen en merozoïts de tipus I, i aquests poden seguir el cicle asexual o començar el cicle sexual.

### Asexual
Al cicle asexual, una vegada el merozoït de tipus I s'ha desenvolupat, tornaria a formar un trofozoït a les microvellositats de les cèl·lules epitelials de l'intestí i, amb el temps, es tornaria a produir un meront de tipus I.

### Sexual
Respecte del cicle sexual, el merozoït de tipus I donaria lloc a un meront de tipus II, que per la seva part donaria lloc a merozoïts de tipus II. Aquest merozoïts de tipus II després de la infecció de diverses cèl·lules produirien dues generacions merogònies mitjançant una multiplicació sexual, també denominada gametogònia, que formarien microgamonts (equivalents als espermatozoide) i macrogamonts (equivalents als òvul).
En algun moment, el microgamont fecundarà el macrogamont i es formarà un zigot. El zigot donarà lloc a oòcits (amb quatre esporozoïts cadascun) de dos tipus:
- Oocists de paret prima que són els responsables de la infecció de l'hoste i participen al cicle d'autoinfecció interna.[5][4]
- Oocists de paret gruixuda que són més resistents i, per tant, persisteixen durant períodes més llargs a l'ambient. Això els permet infectar a nous individus, ja que romanen dins d'una membrana parasitòfora.[5][4]

## Morfologia
Cryptosporidium parvum presenta diferents morfologies en funció de l'etapa del seu cicle vital.

### Oocists
Al començament del cicle, els oocists són ovalats, amb una superfície llisa i una esquerda marcada per on surten els esporozoïts. Aquests oocists presenten lectines a la seva superfície, que els permeten adherir-se als teixits de l'hoste. En experiments in vivo s'ha observat que les lectines de superfície no les expressen fins que els oocist passen pel tracte intestinal de l'hoste i s'inicia l'excistació.
Durant l'etapa d'excistació, la membrana dels oocists es torna rugosa a causa de la formació de porus.

### Esporozoïts
Els primers esporozoïts que surten del cist fan uns 5 μm × 0.5 μm, i tenen una regió posterior allargada i uns extrems apicals ben definits, prims i elongats.
Presenten l'estructura típica d'un Apicomplexa: tenen un complex apical a la part anterior format per un anell polar, el conoide i un corp secretor (format per micronemes i roptries); un nucli haploide amb un nuclèol marcat, i mitocondris amb crestes tubulars. Presenten també aparell de Golgi, cossos basals de microtúbuls i una membrana de tres capes penetrada amb microporus.

### Trofozoïts
Durant la infecció, els esporozoïts es transformen en trofozoïts. Inicialment tenen aquesta forma característica dels esporozoïts, però a mesura que es desenvolupen adopten una morfologia més arrodonida.
La seva mida varia en funció de l'etapa de desenvolupament. En fases primerenques tenen una mida de < 1 μm de diàmetre, mentre que els trofozoïts més madurs poden arribar a fer 2,5 μm.
Són esfèrics i presenten una superfície llisa delimitada per una membrana apical. Resideixen intracel·lularment a la part apical de les cèl·lules dins d'un vacúol parasitòfor, que es forma entre la membrana plasmàtica de la cèl·lula hoste i la seva pròpia membrana apical. També tenen una estructura de nutrició a la zona per on s'adhereixen a la cèl·lula.
Es poden trobar de forma aïllada o en agrupacions de dos o més a sobre de les cèl·lules hoste. Es teoritza que aquestes agregacions podrien ser a causa de la invasió de merozoïts o esporozoïts infectius molt pròxims, ja que aquestes formes cel·lulars tendeixen a agrupar-se. Es pensa que l'agrupació de "zoïts" podria deure's a la formació d'unions febles o, a que les pròpies lectines de superfície podrien facilitar l'agregació de les cèl·lules.
En les etapes avançades de desenvolupament, la membrana del trofozoït desenvolupa una estructura en forma de caputxa i es produeix una divisió asexual citoplasmàtica que porta a la formació de merozoïts a dins dels trofozoïts.

### Meronts de tipus I
El nom de meront fa referència a l'estadi reproductiu dels trofozoïts a partir del qual, i mitjançant una divisió activa del nucli, es formaran els merozoïts. Els meronts originats a partir d'un esporozoït s'anomenen meronts de tipus I. Els merozoïts que formen aquests meronts seran merozoïts de tipus I.
Els meronts de tipus I tenen una forma esfèrica i una membrana llisa. En desenvolupament mesuren aproximadament 1,5 μm de diàmetre, i els madurs arriben fins a un diàmetre de 2,5 μm. Els merozoïts de tipus I, quan són alliberats, tenen forma de coma, la regió apical punxeguda i mesuren entre 0,4 μm i 1 μm.

### Meronts de tipus II
En aquest punt del cicle, el merozoït de tipus I pot replicar-se sexualment i formar meronts de tipus II. Els meronts de tipus II són més grans, amb un diàmetre aproximat de 3,5 μm i una membrana externa més gruixuda. Els merozoïts de tipus II, que es formen a dins, quan són alliberats tenen una forma esfèrica i mesuren entre 0,5 μm i 1 μm de diàmetre.
Com passava amb els esporozoïts, els meronts també poden agregar-se entre ells i formar agrupacions.

### Micro i macrogamonts
Els merozoïts de tipus II formaran micro o macrogamonts. Les formes de microgamonts i macrogamonts deixen de tenir tant de contacte amb la cèl·lula i, a la zona d'adhesió on es trobava l'orgànul de nutrició apareixen unes estructures amb forma d'anell.
Els macrogamonts són cèl·lules ovalades de 4 μm x 5 μm, mentre que els microgamonts són més rodons i de mida més petita (2 μm x 2 μm). Els últims contenen al seu interior molts microgàmetes, unes cèl·lules esfèriques molt petites d'aproximadament 0,1 μm de diàmetre.
Els microgamonts també poden dividir-se per fissió binària i formar syzygys, unes estructures d'associació envoltades per una única membrana, en què els gamonts s'agrupen end-to-end o lateralment, just abans de la formació de gàmetes.

## Ecologia
Cryptosporidium parvum es troba de manera habitual en aigües i sòls contaminats. Està present en una gran varietat d'ambients aquàtics, des de rius fins a xarxes d'aigua potable, i això facilita la seva propagació ambiental. Els oocists poden sobreviure tant en aigua dolça com salada i, encara que la seva viabilitat va disminuint amb el temps, poden mantenir-se vius a l'aigua durant setmanes.
També és comú trobar oocists en excrements d'animals o humans. En aquestes condicions, desenvolupen una capa protectora que augmenta la seva resistència a l'ambient, incrementant així la capacitat de transmissió i supervivència davant de condicions extremes.
Són sensibles a la dessecació i a temperatures molt baixes. No obstant això, en estudis recents s'ha demostrat que poden resistir baixades lentes de temperatura i sobreviure fins a temperatures de -25°C. Això suggereix que, contrari al que es pensava, ni els aliments congelats ni el gel poden considerar-se lliures de risc en la transmissió de C. parvum.
També poden resistir tant en ambients àcids com alcalins moderats. En ambients de pH moderat, els oocists poden sobreviure als tractament d'aigua amb compostos com clor, calç, sulfat fèrric i alums. Els efectes d'aquests compostos només afecten el patogen quan el pH no està corregit. Per això els processos de tractament d'aigua no són efectius per eliminar C. parvum sense ajustos extrems de pH. Pel que fa al tractament amb clor, els oocists són resistents davant de pràcticament tots els nivells de cloració i poden sobreviure fins a 24 hores en concentracions de 1000 mg/L de clor lliure.
La dessecació és l'única condició que resulta 100% letal per aquestes formes de resistència: una exposició a l'aire de més de dues hores és suficient per dessecar-los i eliminar-los completament.
Tot això indicaria una capacitat natural d'adaptació del patogen que ajuda a explicar la seva persistència tant en ambients naturals com urbans.

## Genoma
Cryptosporidium parvum té un genoma de 9,1 Mb distribuït en 8 cromosomes. El genoma va ser seqüenciat a partir d'una mostra d'origen boví de la soca IOWA tipus II, analitzada pel College of Veterinary Medicine (CVM) de la Universitat de Minnesota (UMN). Aquest genoma presenta un percentatge de GC del 30 per cent. A més, conté uns 3887 gens, dels quals 3805 codifiquen proteïnes.
Alguns dels seus gens són de baixa variabilitat genètica; per exemple, el gen de l'ARN ribosomal 18S, el de la proteïna que es troba a la paret de l'oocist (COWP), el gen d'actina, o la proteïna de xoc tèrmic HSP-70. D'altra banda, amb relació a les regions de variabilitat moderada hi ha els gens de β-tubulina, gens de TAP o les regions intergèniques ITS-1 i ITS-2. Aquestes últimes són molt importants en estudis de taxonomia, diagnòstic o epidemiologia.

## Infecció

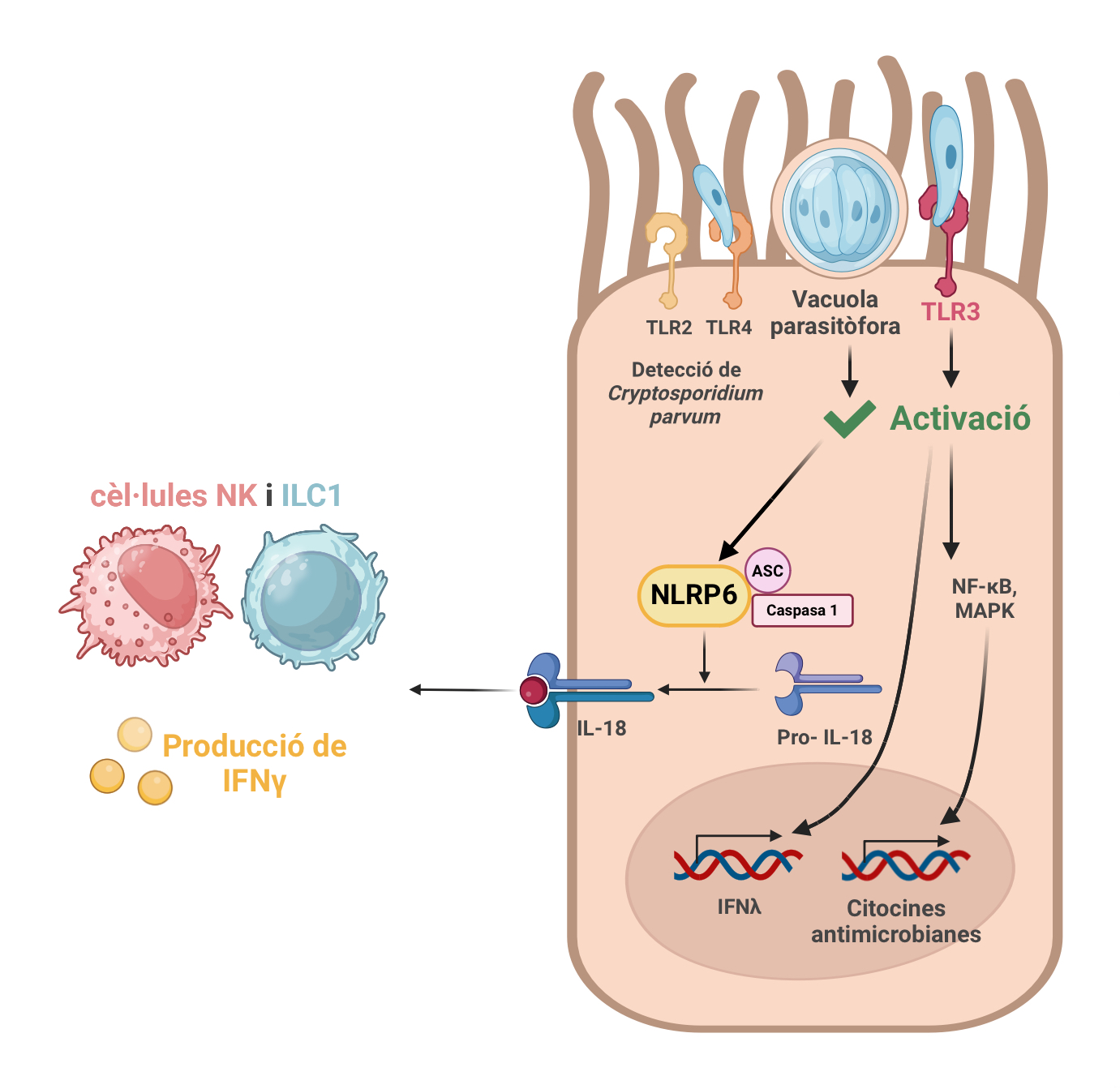
Detecció de Cryptosporidium parvum per part de les cèl·lules epitelials intestinals

La infecció per part del vacúol parasitòfor o de l'esporozoït provoca l'activació de l'inflamasoma NLRP6, el qual té com a funció mitjançar la conversió de pro-IL-18 a la seva forma activa.La IL-18 se secreta i estimula la producció de IFNγ de les cèl·lules natural killer (NK). També s'estimula l'activació del receptor de tipus Toll 3 (TLR3) per part de la infecció per C. parvum. La infecció porta a la producció de IFNλ per a que la replicació del paràsit es vegi limitada a les cèl·lules veïnes. A més, l'activació del TLR3 condueix a l'activació del NF-κB (complex proteic que estimula la transcripció) i del MAPK (proteïnes cinases que dirigeixen la resposta cel·lular). La activació d'aquestes proteïnes, al seu torn, porta a la producció de citocines antimicrobianes.
Així mateix, es veuen implicats en la detecció de C. parvum uns altres TLR (Toll-Like Receptors) addicionals com per exemple el TLR2 i el TLR4. El TLR4 pot contribuir a la defensa de l'hoste a les cèl·lules epitelials de l'arbre biliar.

### Factors de virulència
Els factors de virulència són alguns dels responsables de l'establiment, infecció i posterior dispersió de Cryptosporidium parvum a l'organisme. En aquesta taula es poden visualitzar la majoria dels factors de virulència i les funcions que duen a terme cadascun d'ells.
| Factors de virulència | Funcions                                         |
| --------------------- | ------------------------------------------------ |
| Serina proteasa       | Encistació                                       |
| Aminopeptidases       | Encistació                                       |
| CSL                   | Unió a l'epiteli o adhesió                       |
| gp900                 | Unió a l'epiteli o adhesió                       |
| gp60/40/15            | Unió a l'epiteli o adhesió                       |
| P30                   | Unió a l'epiteli o adhesió                       |
| Cp47                  | Unió a l'epiteli o adhesió                       |
| P23                   | Adhesió i locomoció                              |
| TRAP-C1               | Adhesió i locomoció                              |
| CPS-500               | Adhesió i locomoció                              |
| CpMIC1                | Adhesió i locomoció                              |
| CpSUB                 | Invasió                                          |
| CpMuc                 | Invasió                                          |
| Cpa135                | Invasió                                          |
| Cp2                   | Invasió i integritat de membrana                 |
| Fosfolipasa secretora | Invasió i establiment intracel·lular             |
| Hemolisina H4         | Lisi de la membrana                              |
| CpABC                 | Transport                                        |
| CpATPasa2             | Transportador de metalls pesants de biomembrana  |
| CpATPasa3             | Transportador d'ions o fosfolípid de biomembrana |
| HSP70                 | Protecció contra l'estrès                        |
| HSP90                 | Protecció contra l'estrès                        |
| CpPKS1                | Funció desconeguda                               |
| Cisteïna proteasa     | Modulació immune / citoquines                    |
| Acetil cosintetasa    | Metabolisme dels àcids grassos                   |

### Resposta immunitària innata
La senyalització tant autocrina (IFN tipus I) com paracrina (IFN tipus III) porta a l'activació dependent de IL-18, per part de les cèl·lules infectades per Cryptosporidium parvum ; i de IL-12, a causa de la producció de IFNγ.El IFNγ activa l'STAT1 de les cèl·lules epitelials i això fa que s'expressin IRGM1 i IRGM3, els quals són els encarregats de limitar la replicació del paràsit.Les ILC3, i altres citocines com la IL-23, contribueixen en un control de C. parvum però no sabem exactament quin és el control.
No s'ha descrit bé el comportament ni de les subpoblacions de cèl·lules caliciformes (les quals secreten moc) ni de cèl·lules plomall (que també contribueixen a la detecció), les dues presents a l'epiteli, davant de l'infecció per C. parvum.

### Resposta immunitària adaptativa
Dos mètodes que explicarien com l'hoste adquireix l'antigen per a la inducció de la resposta adaptativa mediada per cèl·lules T prodien ser:
- Les cèl·lules dendrítiques convencionals (cDCs) i els macròfags prenen mostres de l'antigen de C. parvum al lumen de l'intestí. Mentre que les cèl·lules caliciformes actuen de transportadors d'antigen.[25]
- En contraposició, es pot adquirir mitjançant l'absorció de restes de la mort de cèl·lules infectades.[25]

A continuació, les cDCs es mouen als ganglis limfàtics mesentèrics i hi presenten l'antigen. Això provoca l'activació de cèl·lules T CD4+ i CD8+ naïve.Finalment, el IFNγ produït per les cèl·lules T activades actua sobre les cèl·lules epitelials de l'intestí infectades per a parar la infecció.

### Conseqüències epitelials de la infecció
Durant la infecció per Cryptosporidium parvum es generen criptes més profundes a causa de l'augment a la renovació de les cèl·lules mare. Així, aquest dany i mort cel·lular porta a un embotament i hiperplàsia epitelial de les vellositats. A aquests canvis se'ls afegeixen la pèrdua de la vora del raspall i del glicocàlix. Això provoca que la capacitat de l'hoste per a defensar-se sigui menor, i té un impacte important i notable en l'absorció de nutrients. D'aquesta manera, la infecció estarà contribuint a la deterioració del teixit epitelial intestinal i provocant les diarrees associades a aquesta malaltia.

## Simptomatologia
Normalment, en persones amb sistema immunitari competent, els símptomes apareixen de dos a deu dies després de la infecció i es resolen després de dues a tres setmanes. No obstant, també potser que la malaltia desaparegui en un parell de dies o fins i tot tingui una duració de quatre setmanes. A més, els símptomes poden aparèixer i desaparèixer durant un període aproximat d'un mes.
Com a conseqüències de la infecció s'ha vist que produeix una alteració de la barrera intestinal, ja que augmenta la permeabilitat i secreció de fluid i electròlits. Per això, en la majoria dels casos produeix diarrea prolongada, freqüent i aquosa, encara que en algunes persones pot ser asimptomàtica. Altres símptomes poden ser rampes o dolor, nàusees, vòmits, febre, pèrdua de pes i deshidratació.
En persones immunocompetents normalment afecta a l'aparell digestiu, concretament a l'intestí prim. No obstant, en persones immunodeprimides la infecció també pot afectar altres àrees de l'aparell digestiu com la vía biliar o el pàncrees, o el sistema respiratori. En persones amb SIDA, és comú que sigui la causa de febre, malabsorció intestinals i sovint causa diarrea severa i crònica de fins dos mesos de duració, que pot arribar a causar la mort. També és capaç de donar lloc a complicacions com la inflamació i obstrucció de la vía biliar, colangitis esclerosant, estenosi papil·lar i pancreatitis.

## Detecció
La diagnosi diferencial de la criptosporidiosi inclou patògens com enterobacteris, virus i paràsits que poden causar diarrea, ja que aquest és el símptoma principal de la malaltia. Alguns exemples de microorganismes serien els rotavirus, coronavirus, Escherichia coli i Salmonella spp.
Generalment, per diagnosticar la presència de C. parvum es prenen mostres de femtes i s'analitzen mitjançant tècniques de microscòpia, immunològiques o moleculars que detecten les característiques morfològiques, els antígens i l'ADN dels oocists, respectivament.

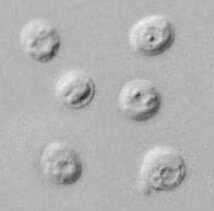
Oocists de Cryptosporidium parvum en muntatge humit sota microscòpia de contrast per interferència diferencial. Els oocists són arrodonits i mesuren 4,2 μm - 5,4 μm de diàmetre. Els esporozoïts són visibles a l'interior dels oocists, cosa que indica que s'ha produït l'esporulació.

### Examinació microscòpica
L'examinació d'oocists en les mostres de femtes mitjançant microscòpia és el mètode estàndard de detecció de Cryptosporidium spp., encara que pot variar segons els sistemes de cada laboratori, i es pot realitzar mitjançant muntatge humit. Seguidament, es du a terme la tinció amb un colorant especial per augmentar la sensibilitat de la detecció, com per exemple un colorant fluorescent, immunofluorescent o àcid-alcohol resistent.

#### Tincions fluorescents
D'altra banda, les tincions amb fluorocroms a vegades tenyeixen estructures similars a oocists en les restes fecals, encara que cada vegada són més sensibles. Per solucionar aquest inconvenient es poden fer servir les tècniques de concentració de microorganismes en mostres fecals, com la flotació amb sucre de Sheather, clorur de sodi saturat, la sedimentació amb formalina-acetat d'etil i la flotació amb sulfat de zinc modificat. Gràcies als procediments anteriors és possible concentrar la quantitat de femtes i, per tant, d'oocists, fet que augmenta la probabilitat de detecció per part del colorant, sigui en mostres fresques, conservades o congelades.

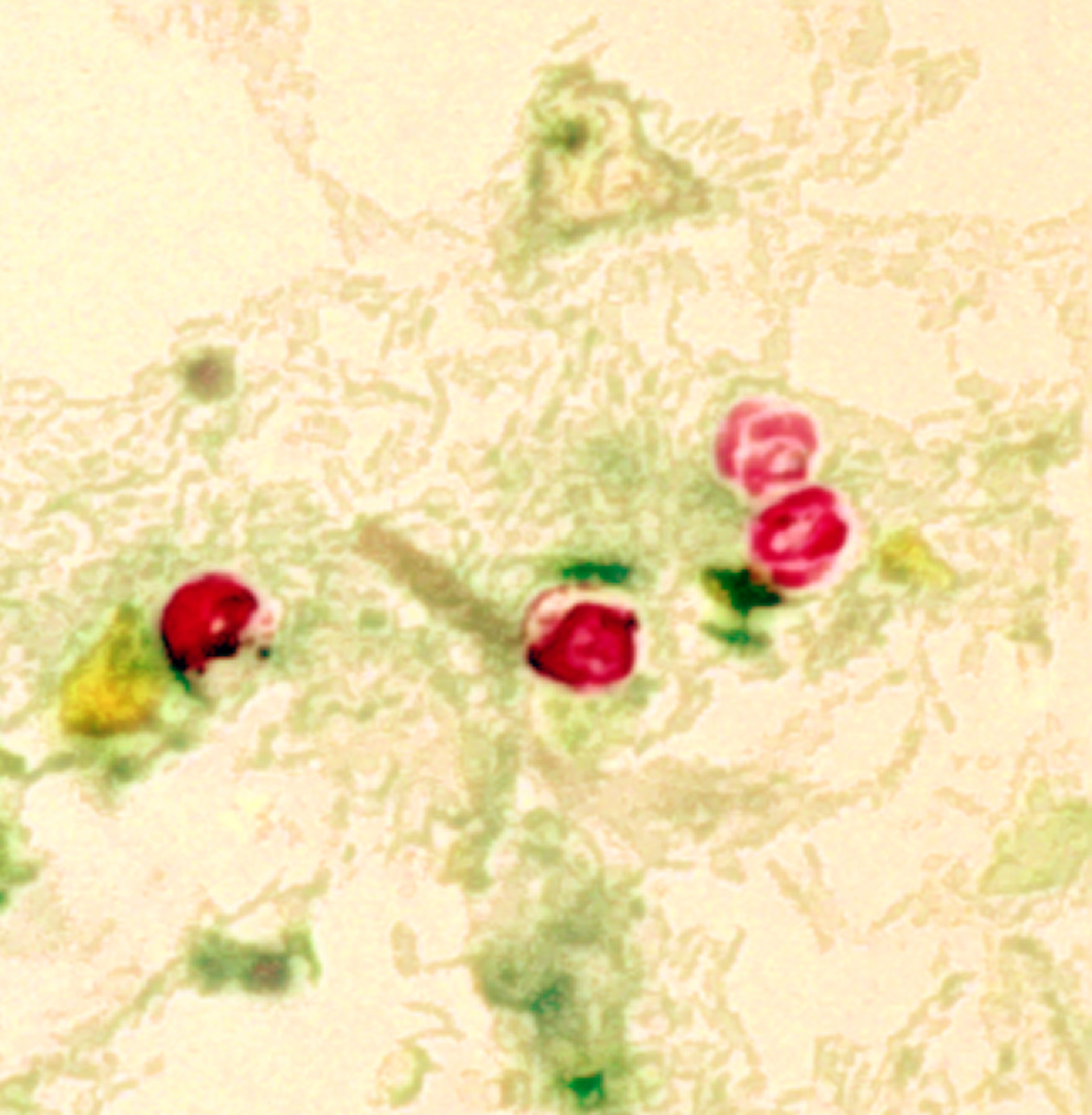
Oocists de Cryptosporidium parvum tenyits amb tinció àcid-alcohol resistent modificada. Sobre un fons blau-verd, els oocists destaquen com una taca vermella brillant. Els esporozoïts són visibles dins dels dos oocists a la dreta en aquesta imatge.

#### Tincions àcid-resistents
Quant a les tincions àcid-alcohol resistents, les més utilitzades són la Ziehl-Neelsen modificada, dimetilsulfòxid modificat, safranina-blau de metilè i Koster modificada. En cas de tenyir oocists amb colorant àcid-alcohol resistent s'observa que tenen una mida entre 4 y 6 µm i en l'interior es troben esporozoïts en forma de mitja lluna.

### Detecció immunològica
Encara que sigui l'estàndard, l'examinació per microscòpia té una sensibilitat i especificitat limitades, exigeix una gran quantitat de temps i no és estrany que resulti en diagnòstics incorrectes, ja que és necessari un coneixement més extens de les característiques biològiques i la morfologia dels oocists. Com a conseqüència, s'han desenvolupat tècniques de base immunològica com a formes alternatives de detecció, entre les quals s'inclouen l'anticòs fluorescent directe (DFA), l'immunoassaig enzimàtic, ELISA, ELISA indirecte i les proves de tipus tira reactiva.
De forma similar, les tècniques basades en la immunologia també presenten inconvenients, ja que encara no s'han trobat anticossos que permetin diferenciar entre les espècies de Cryptosporidium spp. Això és degut al fet que molts dels antígens presents en els oocists apareixen en diverses espècies del gènere perquè es conserven al llarg de l'evolució. Tot i això, les tècniques immunològiques o basades en anticossos estalvien temps, costs i mà d'obra augmentant l'eficiència del laboratori perquè aporten més sensibilitat i especificitat en la detecció.

### Detecció molecular
En canvi, hi ha mètodes que sí permeten identificar espècies de Cryptosporidium spp., com els basats en la detecció d'ADN. Alguns exemples serien la reacció en cadena de la polimerasa (PCR), seqüenciació de productes de la PCR, polimorfisme de longitud del fragment de restricció (RFLP), PCR en temps real (o qPCR), PCR imbricada, PCR múltiple i altres modificacions de PCR. Habitualment, les regions genètiques que s'han fet servir per identificar aïllats són l'ADN ribosòmic 18S, la proteïna de la paret de l'oocist, la proteïna de xoc tèrmic 70, el gen de l'acetil-CoA, el gen de la ß-tubulina, el gen Cp15, el gen Cp11, els inhibidors de la dihidrofolat reductasa (dhfr), els loci microsatèl·lits i la glicoproteïna de 60 kDa (gp60).

## Tractament
Actualment, no existeix un tractament eficaç i específic contra la criptosporidiosi, ja que la seva localització intracel·lular i els mecanismes de resistència que té ho dificulten. Els medicaments antiparasítics que s'administren es considera que tenen un efecte moderat. Per això, són els factors de prevenció com la higiene, evitar el contacte amb femes i sobretot controlar les vies de transmissió els que redueixen més la incidència de la malaltia.
En pacients immunocompetents la malaltia és autolimitada (són infeccions que es resolen soles sense necessitat de tractament). S'administra paromomicina per via oral durant 14 dies a dosis de 0,5 g/6h en adults i 7,5 mg/kg/dia en infants. Estudis experimentals amb rates han demostrat l'eficàcia de la paromomicina per infeccions intestinals però no biliars, mentre que l'azitromicina sí. Trobem altres fàrmacs com l'espiramicina que ocasionalment té efecte si s'administra a la fase inicial de la infecció, la nitazoxamida que està donant resultats prometedors o la roxitromicina que podria tenir una bona activitat amb pacients VIH. L'administració de concentrat d'anticossos (calostre hiperimmune bovina) ha presentat també certa eficàcia en la profilaxi d'aquesta malaltia.

## Modes de transmissió i prevenció
La transmissió de Cryptosporidium parvum és horitzontal de persona a persona, animal a persona, a través d'aigua contaminada, aliments contaminats o per contacte amb fomites. És comú la transmissió creuada, sobretot quan aquests animals comparteixen un mateix hàbitat.
La següent taula recull les possibles fonts de contaminació per a cada aliment contaminat:
| Aliment                                                         | Font de contaminació                                                                                          |
| --------------------------------------------------------------- | --- |
| Fruites, verdures i herbes que es mengen crues, sense conservar | Excrements d'animals o persones infectats durant el cultiu; la pluja pot ajudar a propagar-ne la contaminació |
| Fruites, verdures i herbes que es mengen crues, sense conservar | Aigua contaminada usada per al cultiu (polvorització, etc.)                                                   |
| Fruites, verdures i herbes que es mengen crues, sense conservar | Manipuladors infectats durant qualsevol fase de la producció                                                  |
| Fruites, verdures i herbes que es mengen crues, sense conservar | Aigua de rentat contaminada durant el tractament anterior a l'embalatge                                       |
| Suc de fruita i de verdura                                      | Excrements d'animals o persones infectats durant el cultiu                                                    |
| Suc de fruita i de verdura                                      | Aigua contaminada usada per al cultiu (polvorització, etc.)                                                   |
| Suc de fruita i de verdura                                      | Aigua contaminada utilitzada per a la dilució                                                                 |
| Suc de fruita i de verdura                                      | Manipuladors infectats durant qualsevol fase del procés                                                       |
| Productes lactis                                                | Excrements d'animals infectats durant la munyida                                                              |
| Productes lactis                                                | Manipuladors infectats durant qualsevol fase de producció                                                     |
| Mol·luscs bivalves (ostres, musclos, cloïsses)                  | Filtració de l'aigua de mar contaminada durant el cultiu                                                      |
| Mol·luscs bivalves (ostres, musclos, cloïsses)                  | Contaminació encreuada durant la depuració                                                                    |
| Mol·luscs bivalves (ostres, musclos, cloïsses)                  | Manipuladors infectats durant qualsevol fase de la preparació                                                 |
| Carn                                                            | Contingut de femtes o intestí d'animals infectats                                                             |
| Carn                                                            | L'entorn i la superfície de la carn a l'escorxador durant el sacrifici                                        |
| Carn                                                            | Manipuladors infectats durant qualsevol fase del procés                                                       |

S'ha trobat Cryptosporidium en aigües subterrànies, superficials, piscines, fonts, etc. sent les femtes humanes i/o animals la principal font de contaminació. Els oocists són resistents a diversos mètodes químics com la desinfecció amb clor encara que són sensibles a altres tècniques com la sedimentació o la filtració, cosa que dificulta la seva eliminació. Entre els factors que afavoreixen la infecció per Cryptosporidium trobem l'alta quantitat d'oocists que es troba en l'hoste, la resistència ambiental d'aquests i el seu grau de virulència. S'han descrit també infeccions nosocomials o per insectes vectors.
La prevenció de la criptosporidiosi inclou el coneixement sobre les seves vies de transmissió i les bones pràctiques de prevenció. Es recomana beure aigua embotellada, sobretot els pacients immunocompromesos, ja que els sistemes de potabilització no garanteixen l'eliminació total de l'ooquist i la dosi infecciosa és molt baixa. A més, han d'evitar el contacte amb possibles fonts de contaminació com serien els animals de granja o persones infectades. És important també netejar els aliments que es consumeixen crus i assegurar la completa erradicació en productes pasteuritzats. Per acabar, és convenient una bona higiene, sobretot la rentada de mans amb aigua i sabó després d'anar al lavabo, canviar bolquers, tractar amb animals de granja o treballar a la terra.

## Prevalença
Estudis de pacients amb gastroenteritis van reportar una prevalença de Cryptosporidium del 1-4% a Europa i Amèrica del Nord, on els pics de màxima prevalença s'observen a la primavera i a finals d'estiu. Les persones més afectades són infants menors de 5 anys i joves adults. En canvi, la prevalença a l'Àfrica, Àsia, Austràlia, Amèrica del Sud i Central és del 3-20%. La infecció és comú en infants menors d'un any però poques vegades s'observa en adults. En països desenvolupats, les infeccions asimptomàtiques tenen lloc a baixes taxes (<1%) tot i que aquest es veu incrementat a les llar d'infants. En canvi, aquestes taxes es veuen augmentades (10-30%) en països en via de desenvolupament
Tot i així, cal remarcar que la magnitud de la malaltia per Cryptosporidium és significativament subestimada en tot el món. Per exemple, només un 1% dels 750000 casos anuals als EUA són reportats. Fins fa poc la criptosporodiosis es relacionava amb la diarrea crònica de pacients amb VIH i altres immunodeficiències. Estudis recents utilitzant tècniques moleculars van determinar que n'era la causa del 15-20% de les diarrees infantils arreu. A  l'Àsia i l'Àfrica Subsahariana, Cryptosporidium és la segona causa de diarrees en infants de 2 anys, després del rotavirus, sent una de les principals causes de morbiditat, ja que la malaltia és més freqüent amb infants amb malnutrició.

## Brots i sistemes de vigilància
Els brots més grans descrits fins aleshores estan associats a les deficiències del sistema de potabilització de l'aigua. El de més abast va tenir lloc a Milwaukee (EUA) l'any 1993 i va afectar 403.000 persones. A Anglaterra, en el període de 1989-1999 es van desciure 18 brots associats també a conduccions d'aigua contaminats amb oocists. Només hi ha descrit un brot per la ingesta d'aliments a Maine (EUA) el 1950 per la contaminació d'un suc de poma.
La criptosporidiosi és una malaltia de declaració obligatòria a Espanya des del 2015, per la qual cosa s'ha efectuat la creació d'una xarxa nacional de vigilància que notifiquen els casos confirmats al centre nacional d'epidemiologia (CNE). Si és convenient també es notifiquen al Sistema d'Alerta i Resposta Ràpida de la Unió Europea (EWRS) i a l'OMS. Tot i així, no hi ha un control rutinari dels oocists en aigua tant superficial com subterrània a causa de la dificultat de mostreig i anàlisi, per això només es duen a terme en cas que es notifiqui un brot.
Com que no hi ha un sistema únic de vigilància de la criptosporidiosi en els diferents països de la Unió Europea, dificulta la tasca d'estimar els casos i les tendències de la malaltia. Segons dades publicades a la ECDC (Centre Europeu de Prevenció i control de malalties) el 2018 hi va haver un increment dels casos respecte als anys 2014-2018 on la taxa més elevada corresponia a infants d'entre 0-4 anys. L'any 2010 Suècia va notificar el brot més nombrós a Europa amb 27.000 casos deguts a la contaminació de l'aigua del subministrament públic.
A Espanya es van notificar 4739 casos entre 2016-2022, tot i que s'estima que el nombre real és major, ja que no es comptabilitzen les infeccions asimptomàtiques, lleus i les que no es notifiquen. El grup més afectat van ser menors de 5 anys i la majoria de brots es notifiquen entre agost i octubre. De forma general a Espanya Cryptosporidium hominis és més freqüent (69,2% dels casos) que Cryptosporidium parvum (21% dels casos), tot i que aquests percentatges varien regionalment. El 2023 es va observar un increment inusual dels brots que arriben a xifres de 3450 casos. Una gran proporció d'aquests casos es van notificar a piscines i aigües recreatives. També se'n van notificar deguts a l'aigua de l'abastament públic. Aquest fet podria estar relacionat amb les condicions extremes d'onades de calor, pluges torrencials i inundacions, fet que podria haver interferit en les plantes de tractament d'aigua i l'aglomeració de gent en piscines i aigües recreatives. Aquest increment també s'ha observat en altres països de la Unió Europea com Irlanda, Luxemburg o Regne Unit.